# Marcelino Martínez Cao
Marcelino Martínez Cao (Marcelino, ur. 29 kwietnia 1940 w Ares) – były hiszpański piłkarz, napastnik. Złoty medalista Mistrzostw Europy 1964.
Zaczynał w Numancii Ares, następnie grał w Galicii Mugardos i Racingu Ferrol. W 1958 został zawodnikiem Realu Saragossa i barw tego klubu bronił do 1969. Największy sukces odniósł w 1964, triumfując w Pucharze Miast Targowych. W tym samym roku Real wywalczył także Puchar Hiszpanii. W reprezentacji Hiszpanii debiutował 23 listopada 1961 w meczu z Marokiem, ostatni mecz zagrał w 1967. Łącznie wystąpił w czternastu spotkaniach i zdobył cztery gole, w tym decydującą w wygranym 2:1 finale ME 64 ze ZSRR. Brał udział w Mistrzostw Świata 1966.